# Heiße Nächte
Heiße Nächte (Originaltitel: Soleil noir, auf Deutsch Schwarze Sonne) ist ein französisch-italienisches Filmdrama aus dem Jahr 1966 von Denys de La Patellière. Das Drehbuch verfasste er selbst zusammen mit Pascal Jardin. Die Hauptrollen sind mit Michèle Mercier, Daniel Gélin und Valentina Cortese besetzt. Seine Weltpremiere hatte der Film am 10. Dezember 1966 in Frankreich. In der Bundesrepublik Deutschland kam er erstmals am 9. Februar 1967 in die Kinos.

## Handlung
Im Aufwallen der Gefühle gegen die Ungerechtigkeit ihrer Familie beschließt Christine nach dem Tod ihres Vaters, des Großindustriellen Gaston Rodier, dessen Wunsch nachzukommen und ihren von allen verachteten älteren Bruder Guy zu suchen. Sie entdeckt schließlich den durch übermäßigen Alkoholgenuss heruntergekommenen Arzt in einer afrikanischen Wüstensiedlung, wo sich fast ausschließlich gescheiterte und verbrecherische Existenzen zusammengefunden haben. Guy plagen Gewissensbisse. Er war im Zweiten Weltkrieg Kollaborateur gewesen, hatte ein Europa unter der Führung deutscher Nationalsozialisten propagiert, wurde anschließend von seinen Landsleuten zum Tode verurteilt, worauf er sein Heil in der Flucht suchte. Der Schwester gelingt es jedoch nicht, ihren Bruder zur Rückkehr nach Frankreich zu bewegen. Der Flüchtling will in seinem selbstgewählten Exil und bei seiner Freundin Maria bleiben, einer Vatermörderin, die laut seiner Aussage der einzige Mensch auf der Welt sei, der ihn wirklich brauche.
Christine selbst findet bald in einem amerikanischen Piloten, den ebenfalls ein schweres persönliches Schicksal zeichnete, den Mann ihres Lebens. Dagegen ist auch der heimliche Herr des Ortes, ein brutaler Hotelbesitzer, der sie gern für sich gewonnen hätte, machtlos.

## Kritiken
Das Lexikon des internationalen Films bemerkt lapidar, bei dem Werk handle es sich um ein „Melodram mit den Zutaten Sex, Crime und Sentiment“. Auch der Evangelische Film-Beobachter hält nicht viel von dem Streifen: „Das Epos geriet ihm [Anm.: dem Regisseur] leider gar zu bitter-süß, stellenweise brutal, stellenweise schmalzig und im ganzen – vor allem, weil er überzog und übertrieb – wenig überzeugend. Nur etwas für unkritische Erwachsene.“